# Peso Moneda Nacional
Le peso argentin a été la monnaie de la République argentine a été établi entre 1881 et 1969. Il a été créé par la loi 1130, votée le 5 novembre 1881, dans le but d'unifier le système monétaire du pays, jusque-là assez chaotique en raison de la diversité des monnaies: le peso (monnaie courante), le peso fuerte (monnaie forte) et la libre circulation des devises étrangères. Cette loi a établi l'unité monétaire argentine au peso-or et au peso-argent et a stipulé que les banques émettrices devaient renouveler toutes leurs émissions de billets dans la monnaie nationale. Les anciens billets pouvaient être échangés contre la nouvelle monnaie au taux de change de 25 $m/c = 1 $MN.
L'inflation persistante en Argentine a fait grimper les prix à un tel point que la monnaie a dû être convertie, les chiffres nécessaires ne pouvant être saisis dans les calculatrices de l'époque. Ce phénomène est dû à l'accumulation de treize zéros tout au long de l'histoire de la monnaie argentine.

## Histoire
Jusqu'en 1881, la principale monnaie papier en circulation était le peso moneda corriente (peso courant), émis par la Banque de la province de Buenos Aires. Après l'accession de Julio Argentino Roca à la présidence, suite à la fédéralisation de la ville de Buenos Aires, le pouvoir exécutif chercha à remplacer le peso corriente provincial (peso courant) par une monnaie nationale. À l'origine, 1 peso moneda nacional (monnaie nationale) était convertible en 1 peso oro sello (5 pesos or équivalaient à un Argentino de oro). Le peso or pesait 1,6129 gramme et contenait 900 millièmes de fin, tandis que le peso argent pesait 25 g et contenait 900 millièmes de fin. L'unification monétaire avec une monnaie papier nationale convertible en une unité d'or marqua l'entrée de l'Argentine dans l'étalon-or international.

## Billets
En 1942, la Banque centrale décide d'émettre ses premiers billets, au design plus moderne et plus sûr, abandonnant l'image classique du progrès. En raison de pénuries temporaires, certaines séries sont imprimées en Angleterre, mais l'impression reprend plus tard à la Monnaie. Des systèmes d'impression offset sont utilisés (0,50 et 5 millions de dollars), et les autres sont imprimés en taille-douce.